# Melicope clusiifolia
Melicope clusiifolia är en vinruteväxtart som först beskrevs av Asa Gray, och fick sitt nu gällande namn av T.G. Hartley & B.C. Stone. Melicope clusiifolia ingår i släktet Melicope och familjen vinruteväxter. Inga underarter finns listade i Catalogue of Life.